# Andreas Georgiou
Andreas Georgiou (Patrasso, 1960) è un economista greco.

## Biografia
Dopo aver studiato all'Università del Michigan, ha lavorato al Fondo Monetario Internazionale dal 1989 al 2010.
Il 2 agosto 2010 è stato nominato Presidente dell'Ente Statistico Ellenico ELSTAT.
È stato il protagonista della Crisi del debito sovrano europeo avendo svelato anni di falsificazione del bilancio da parte del governo greco, dando il via alla Crisi economica della Grecia.
Il 2 agosto 2015, a sorpresa si è dimesso con effetto immediato.
Nel luglio del 2016 la Corte Suprema ha accolto un ricorso contro Georgiou per "aver danneggiato l'interesse nazionale", rischiando una condanna fino a 10 anni di carcere.
Le accuse a suo carico riguardano il fatto di essere rimasto dipendente del Fondo Monetario Internazionale mentre era a capo di ELSTAT (cosa che è esplicitamente proibita dalla legge greca), di aver omesso di convocare il board dell'organismo di cui era a capo per un anno intero (mentre la legge prescrive di riunirlo una volta al mese) e di aver approvato da solo - tagliando fuori i colleghi - delle stime del debito greco con criteri contrari agli standard di base EUROSTAT, in modo da far aumentare il deficit ed il debito greco artificialmente in modo da legittimare la tutela delle istituzioni internazionali. La frode consisterebbe nell'aver aggiunto al debito e al deficit il valore di un prodotto finanziario emesso nel 2001 per entrare nell'euro (Simitis Swap) convertendo parte del debito in una valuta estera (nel caso gli yen giapponesi) ad un valore arbitrario - tale sarebbe la "truffa" attraverso la quale la Grecia sarebbe rientrata nei parametri di Maastricht. Nel 2010 invece lo stesso meccanismo sarebbe stato usato per aggravare il debito greco di 15-20% contabilizzando tali prodotti finanziari prima della loro risoluzione.
Queste accuse sono state ampiamente criticate, come false da parte di numerosi organismi statistici internazionali e di esperti che hanno sostenuto l'esattezza e l'etica del suo lavoro. Come ha riferito il Financial Times, "Il caso ha suscitato oltraggio da economisti e statisti in tutto il mondo che credono che il signor Georgiou è diventato un capro espiatorio per la classe politica greca".
L'accusa di Georgiou è stata denunciata come una violazione della libertà scientifica e dei diritti umani dalla commissione statunitense per la libertà scientifica e sui diritti umani, il redazione del The Economist
Nel giugno del 2018 la Corte di Cassazione greca lo ha condannato a due anni di libertà vigilata per non aver presentato nel novembre 2010 le statistiche rivedute sul disavanzo e sul debito 2009 della Grecia per l'approvazione prima di trasmetterle a Eurostat.
Il 18 settembre 2018 gli è stato assegnato un premio speciale  da sei importanti organizzazioni statistiche internazionali. Questo encomio è stato dato per "riconoscere il rispetto da parte di Andreas Georgiou dei più alti standard professionali nel suo servizio pubblico nel perseguimento dell'integrità dei sistemi statistici".